# Giovanni Floriano Banelli
Giovanni Floriano Banelli (Trieste, 19 dicembre 1881 – Genova, 3 aprile 1956) è stato un dirigente d'azienda e politico italiano.
Fu sottosegretario all'Economia nazionale.

## Biografia
È stato vicedirettore navale e membro del consiglio di amministrazione del Lloyd triestino,  membro del Consiglio d'amministrazione della Società anonima "G. Arrigoni", presidente dell'Azienda portuale di Trieste, presidente della Società anonima "Arsenale triestino", membro del Consiglio d'amministrazione della S.p.A. "Eternit", presidente della Società anonima "Cementi Isonzo", presidente dell'Azienda dei magazzini generali. 
Fece parte della Massoneria.
Fu deputato del Regno dal 1921 al 1934, e sottosegretario all'Economia nazionale nel governo Mussolini dal 1924 al 1925
Nominato senatore dal 1934, fu dichiarato decaduto con sentenza dell'Alta Corte di Giustizia per le Sanzioni contro il Fascismo del 29 settembre 1945.